# Ota Štěpaník
Ota Štěpaník (* 1957) je bývalý český hokejový útočník.

## Hokejová kariéra
V československé lize hrál za TJ Gottwaldov. Odehrál 1 ligovou sezónu, nastoupil ve 23 ligových utkáních a dal 3 góly. V nižší soutěži hrál i za TJ Meochema Přerov.

## Klubové statistiky
| 1976/1977 | TJ Gottwaldov      | 1. liga | 23 | 3 | 0 | 3 | - |
| 1977/1978 | TJ Gottwaldov      | 2. liga | -  | - | - | - | - |
| 1978/1979 | TJ Meochema Přerov | 2. liga | 31 | 4 | 4 | 8 | 6 |